# 張栗
張栗（韓語：장률，1989年2月14日—），韓國男演員、舞台劇演員，畢業於韓國藝術綜合學校表演系。早期以舞台劇出道，2013年開始參演電影並於2018年開始出演電視劇，2021年以《以吾之名》中反派角色「都江才」打開知名度。

## 演出作品

### 電視劇
- 2018年：tvN飾演 助理導演（ep5.6)
- 2018年：tvN《武法律師》
- 2018年：JTBC《經常請吃飯的漂亮姐姐》
- 2019年：JTBC《加油吧威基基2》飾演 朴鐘佑
- 2019年：tvN《阿斯達年代記》飾演 阿薩勇
- 2019年：SBS《Secret Boutique》飾演 李柱浩
- 2019年：KBS2《Drama Special–牽引車》飾演 金道勳
- 2020年：OCN《Train》飾演 朴泰京（特別出演）
- 2020年：tvN《秘密森林2》飾演 劉政吾
- 2021年：Netflix《以吾之名》飾演 都江才[7]
- 2022年：MBC《金湯匙》飾演 徐俊泰[8]
- 2022年：TVING《身價》飾演 高國烈[9]
- 2023年：Netflix《精神病房也會迎來清晨》飾演 黃與煥[10][11]
- 2025年：TVING《春画恋爱谈》飾演 崔歡
- 2025年：JTBC《Love Me》飾演 朱道賢

### 電影
- 2013年：短篇電影《旁觀者》 飾演 盧民久
- 2016年：《偷天對決》飾演 One網絡公司男職員
- 2016年：短篇電影《紀念照》飾演 律
- 2016年：短篇電影《致動搖的人》飾演 承鉉
- 2017年：《黑咖啡：黑棕》飾演 昌範
- 2017年：短篇電影《一个字口香糖》飾演 勝材
- 2018年：《朝鮮名偵探：吸血怪魔的秘密（朝鲜语：조선명탐정: 흡혈괴마의 비밀）》飾演 崔才慶
- 2018年：短篇電影《去修練會的日子》飾演 老師
- 2019年：《惡霸警察（朝鲜语：악질경찰 (2019년 영화)）》飾演 重案組警察
- 2021年：《Unframed（朝鲜语：언프레임드）—重播》飾演 電視連續劇男主角

### 舞台劇
- 2014年：《愛與教育》飾演 兒子
- 2014年：《事物的惋惜之情》飾演 迪米特里
- 2015年：《女人不哭》
- 2016年：《事物的惋惜之情》飾演 迪米特里
- 2016年：《陽光勇士》飾演 韓大吉
- 2016年：《海鷗B》飾演 德八
- 2017年：《M.Butterfly》飾演 奧利佛
- 2017年：《The Pride》飾演 宋裡林
- 2019年：《Killology》飾演 大衛
- 2020年：《Mouth Piece》（마우스피스）飾演 德克蘭[12]
- 2021年：《Mouth Piece》（마우스피스）飾演 德克蘭[13]

## 奖项荣誉
| 年份   | 颁奖礼           | 奖项                  | 作品                     | 结果 | 参考 |
| ------ | ---------------- | --------------------- | ------------------------ | ---- | ---- |
| 2024年 | 第22届导演选择奖 | 剧集部门 最佳新男演员 | 《精神病房也會迎來清晨》 | 提名 |      |

## 外部連接
- 張栗的Instagram帳戶
- 張栗在NAVER上的资料
- 張栗在豆瓣上的资料（简体中文）
- 張栗在互联网电影资料库（IMDb）上的資料（英文）
- 張栗在PlayDB上的資料 （页面存档备份，存于）